# Masochizm

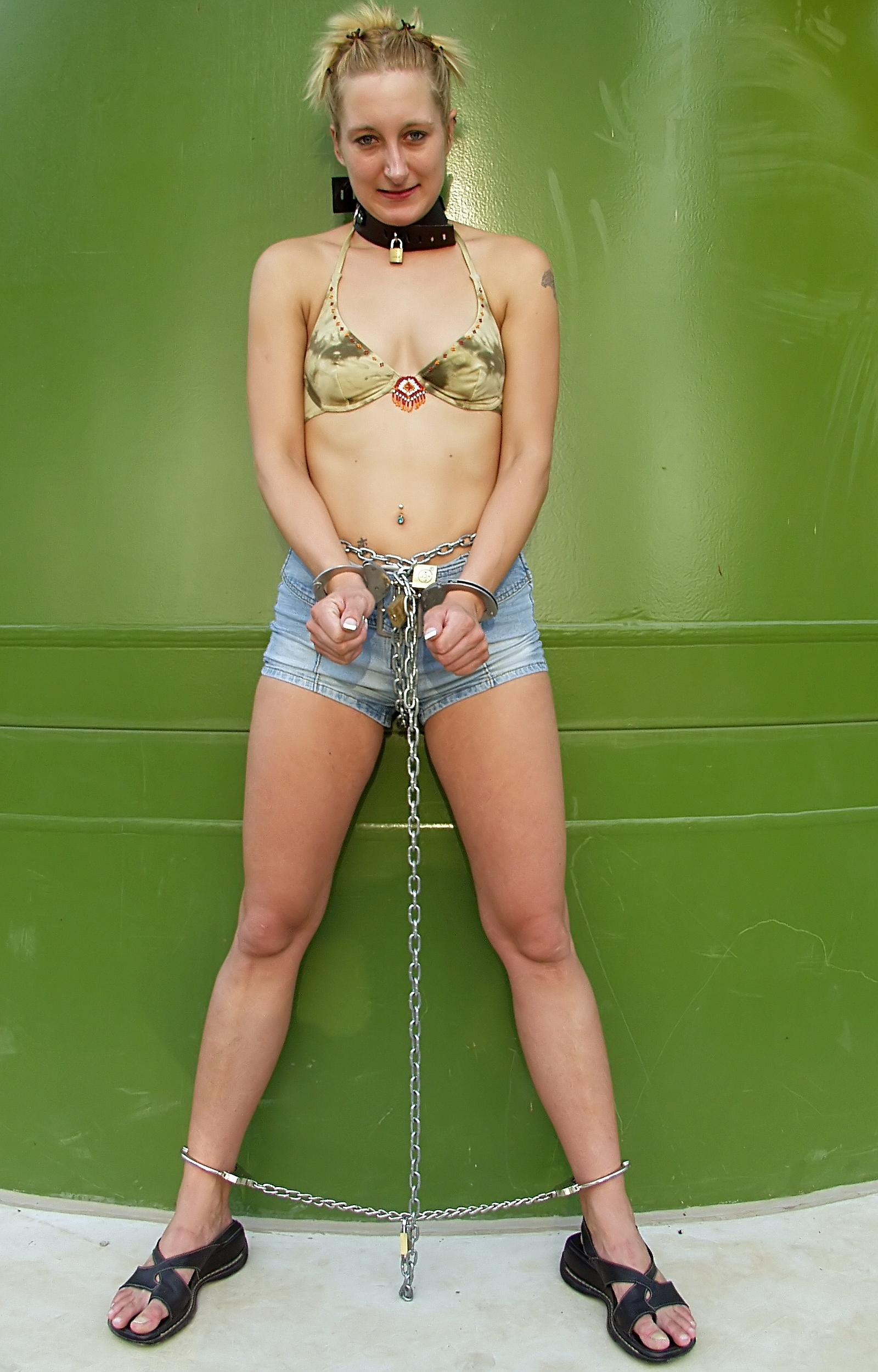
Krępowanie jest jedną z form masochizmu.

Masochizm – rodzaj preferencji seksualnych, w którym jednostka odczuwa podniecenie seksualne w sytuacjach, kiedy zadawany jest jej fizyczny i psychiczny ból lub gdy jest poniżana. Masochizm może być uznany za zaburzenie, jeśli jednostka odczuwa w związku z nim poczucie winy, lęk, rozpacz i jeśli zaburza on funkcjonowanie w innych sferach życia. W historycznych klasyfikacjach zaburzeń psychicznych był zawsze uznawany za zaburzenie, uległo to zmianie w klasyfikacjach ICD-11 i DSM-5.
Nazwa masochizm pochodzi od nazwiska Leopolda Sachera-Masocha, popularnego, XIX-wiecznego powieściopisarza, którego bohaterki lub bohaterowie często byli poniżani seksualnie przez swych partnerów. Termin wprowadził austriacki psychiatra Richard von Krafft-Ebing w 1886 roku.

## Szersze znaczenie wyrażenia
W szerszym, potocznym znaczeniu termin masochizm oznacza także odczuwanie jakiejkolwiek przyjemności spowodowanej przez zwykle przykro odczuwane czynniki, np. takie które mogą wywoływać ból fizyczny lub psychiczny albo poniżenie. Termin często używany z żartobliwym odcieniem.